# Либерт, Ежи
Ежи Либерт (пол. Jerzy Liebert, 23 июля 1904, Ченстохова — 19 июня 1931, Варшава) — польский поэт.

## Биография
В 1915 был вместе с родителями эвакуирован в Москву, где учился в русской гимназии, потом — в польской школе. В 1918 вернулся в Польшу. Поступил на филологический факультет Варшавского университета, давал уроки, бедствовал. В годы поэтического дебюта, в начале 1920-х, был близок к поэтам группы «Скамандр», дружил с Ярославом Ивашкевичем, гостил у него в загородном доме в Стависко. Впоследствии вошел в католический кружок ксендза Владислава Корниловича. В 1923—1928 переписывался с Брониславой Вайнгольд, вскоре принявшей монашеский сан в конгрегации францисканок и вошедшей в польскую словесность под именем Агнешки (опубликованные в 1976 либертовские письма к ней писатель Ежи Анджеевский поставил на уровень высших памятников польской эпистолографии, сравнив их с перепиской Словацкого). Много переводил русскую поэзию (Лермонтов, Александр Блок), перевёл драму Георга Бюхнера «Войцек». Страдал туберкулёзом, несколько раз и безуспешно лечился в карпатских санаториях.

## Творчество и признание
По характеристике поэта Ярослава Рымкевича, стихи Либерта начинаются идиллией, а заканчиваются трагедией. При жизни не достигший литературной известности, Либерт оказался впоследствии активно востребован польской литературой, причём в самые тяжелые, переломные годы: в 1934 предисловие к сборнику либертовской лирики написал «Аполлон польской поэзии» Леопольд Стафф; в 1943 Кшиштоф Камиль Бачинский, через несколько месяцев погибший во время Варшавского восстания, взял эпиграфом к поэме «Выбор» строки либертовского стихотворения «Всадник»: «Тот, кто сделал навеки выбор,// Перед выбором ежечасно». На стихи Либерта Кароль Шимановский написал «Литанию Деве Марии» для сопрано, женского хора и оркестра (1930—1933). К стихам Либерта не раз обращался папа Иоанн Павел II. Они переведены на английский, немецкий, испанский, португальский, итальянский, чешский языки.

## Произведения
- Druga ojczyzna/ Другая родина (1925)
- Gusła/ Заклятья (1930)
- Kołysanka jodłowa/ Пихтовая колыбельная (1932, посмертно).

## Сводные издания и антологии
- Poezje zebrane. Warszawa: Instytut Wydawniczy PAX, 1972.
- Pisma zebrane. T.1-2. Warszawa: Więz, 1976.
- Poezje wybrane. Warszawa: Instytut Wydawniczy PAX, 1996
- Listy do Agnieszki. Warszawa: Więz 2002.
- Antología poética. Madrid: Adonais, 2005 (издание на польском и испанском языках)
- A Franciscan anthology: Saints Francis and Clare in poetry/ David Craig and Janet McCann, eds. Cincinnati: St. Anthony Messenger Press, 2005.

## Переводы на русский язык
- Стихи. Перевод и вступление Бориса Дубина// Новая Польша, 2006, № 12 (81), с.46-58.
- Из трёх книг. Перевод и вступление Бориса Дубина//Иностранная литература, 2007, № 1, с.156-169.